# VCI
VCI (англ. Virtual Circuit Identifier) — уникальный идентификатор, который указывает на конкретное логическое звено (англ. VC - Virtual Circuit) в составе виртуального соединения сети. Является 16 битным полем заголовка ячейки ATM. VCI вместе с VPI используется для определения следующего места назначения ячейки при прохождении нескольких ATM свитчей.
ATM свитчи используют поля VPI и VCI для идентификации виртуального канала (virtual channel link, VCL) следующей сети, которую должна пройти ячейка, чтобы достичь места назначения. Функция VCI сходна с функцией DLCI (data-link connection identifier — идентификатор канала передачи данных) в технологии Frame Relay.
Также VCI используются в соединениях Digital Subscriber Line для того, чтобы соединения можно было маршрутизировать правильно.